# Molossops neglectus
Molossops (Molossops) neglectus
Espèce
Synonymes
- Molossops (Molossops) neglectus Williams & Genoways, 1980[2]

Statut de conservation UICN

 DD  : Données insuffisantes
Molossops neglectus est une espèce de chauves-souris de la famille des Molossidae présente en Amérique du Sud.

## Systématique
L'espèce Molossops neglectus a été décrite en 1980 par Stephen Lory Williams (d) et Hugh Howard Genoways (d) sous le taxon Molossops (Molossops) neglectus et ce sur la base d'un spécimen collecté au Surinam en 1977 par Stephen Lory Williams.

## Répartition
Molossops neglectus se rencontre en Argentine, au Brésil, en Colombie, au Guyana, en Guyane française, au Pérou et au Surinam.

## Description
L'holotype de Molossops neglectus, une femelle adulte, mesure 89 mm de longueur totale avec une queue de 29 mm.

## Étymologie
Son nom spécifique, du latin neglectus, « négligé », lui a été donné en référence au fait que, d'une part, le spécimen étudié a été pendant au moins deux ans négligé avant que l'équipe ne s'y intéresse et, d'autre part, que cette espèce n'avait pas été découverte précédemment et ce malgré les études approfondies réalisées au Surinam et dans le Nord de l'Amérique du Sud.

## Publication originale
- (en) Stephen L. Williams et Hugh H. Genoways, « Results of the Alcoa Foundation-Suriname Expeditions. IV. A New Species of Bat of the Genus Molossops (Mammalia: Molossidae) », Annals of the Carnegie Museum of Natural History, Pittsburgh, Inconnu, vol. 49, no 25,‎ 24 décembre 1980, p. 487-498 (ISSN 0097-4463 et 1943-6300, OCLC 1261514, lire en ligne).